# Dario Beni
Pour les articles homonymes, voir Beni.
Dario Beni (né le 1er janvier 1889 à Rome et mort le 11 février 1969 dans la même ville) est un coureur cycliste italien.

## Biographie
Professionnel de 1907 à 1921, Dario Beni a été champion d'Italie sur route à deux reprises et a remporté trois étapes du Tour d'Italie et trois éditions de Rome-Naples-Rome.

## Palmarès
- 1909
  -  Champion d'Italie sur route
  - 1re et 8e étapes du Tour d'Italie
  - Florence-Rome
  - 7e du Tour d'Italie
- 1910
  - Giro dei Colli Laziali
  - Une étape de la Course des 2 Mers
  - 2e de la Course des 2 Mers
- 1911
  -  Champion d'Italie sur route
  - 7e étape du Tour d'Italie
  - 3e étape de la Corza Tre Capitali
  - Rome-Naples-Rome :
    - Classement général
    - 2e étape

  - 2e de la Corza Tre Capitali
  - 6e du Tour d'Italie
  - 7e de Milan-San Remo
  - 7e du Tour de Lombardie
- 1912
  - Tour de Romagne
  - Rome-Naples-Rome
  - 6e de Milan-San Remo
- 1913
  - 6e du Tour de Lombardie
- 1914
  - Rome-Naples-Rome

## Résultats sur les grands tours

### Tour d'Italie
6 participations
- 1909 : 7e, vainqueur des 1re et 8e étapes, leader pendant 1 jour
- 1910 : abandon
- 1911 : 6e, vainqueur de la 7e étape
- 1912 : non-partant (7e étape)
- 1913 : abandon
- 1914 : abandon

### Tour de France
1 participation
- 1913 : non-partant (1re étape)